# Ґлесно
Ґлесно (пол. Glesno, нім. Glessen) — село в Польщі, у гміні Вижиськ Пільського повіту Великопольського воєводства.
Населення — 727 осіб (2011).
У 1975-1998 роках село належало до Пільського воєводства.

## Демографія
Демографічна структура станом на 31 березня 2011 року:
|          | Загалом | Допрацездатний вік | Працездатний вік | Постпрацездатний вік |
| -------- | ------- | ------------------ | ---------------- | -------------------- |
| Чоловіки | 363     | 84                 | 256              | 23                   |
| Жінки    | 364     | 93                 | 215              | 56                   |
| Разом    | 727     | 177                | 471              | 79                   |